# 13 (Fernsehsendung)
13 (auch dreizehn und dre13ehn) ist eine österreichische Quizshow, die im Herbst 2007 erstmals auf dem Sender ORF 1 ausgestrahlt und von Christian Clerici moderiert wurde.
In der Sendung treten zwei Prominente mit je einem Team, bestehend aus fünf 13-jährigen Schülern, gegeneinander in einem Quizwettkampf an. Beantwortet das Team eine Frage falsch, so wird ein Punkt abgezogen und der Prominente muss einen seiner jungen Teamkollegen verabschieden. Das Team, das zuerst 13 Punkte erreicht hat, kommt in die Finalrunde, in der schließlich die Kinder gegen ihren Prominenten spielen.